# Motajica
Motajica är en bergskedja i Bosnien och Hercegovina.   Den ligger i entiteten Republika Srpska, i den norra delen av landet, 150 km norr om huvudstaden Sarajevo.
Motajica sträcker sig 16,8 km i sydostlig-nordvästlig riktning. Den högsta toppen är Gradina, 652 meter över havet.
Topografiskt ingår följande toppar i Motajica:
- Avramovac
- Bajvaz
- Brezova Kosa
- Bunkeri
- Čapljak
- Crna Kaljuga
- Dragićeva Kosa
- Gradina
- Jasenkova Glavica
- Jurinac
- Kamenita Kosa
- Kamenjak
- Kraljevac
- Kremsko Brdo
- Kruškova
- Kumane
- Kumovičko Brdo
- Lipaja
- Lipe
- Lipova Kosa
- Mramor
- Oštra Glavica
- Oštraja
- Pasja Pravda
- Pratuša
- Ružina Glavica
- Smiljkačin Vis
- Steljac
- Stjepankova Kosa
- Stojića Kamen
- Tursko Brdo
- Veliki Vis
- Vinogradić
- Vis
- Visić
- Visoka Obala
- Zvjezdić

I omgivningarna runt Motajica växer i huvudsak lövfällande lövskog. Runt Motajica är det ganska tätbefolkat, med 67 invånare per kvadratkilometer.